# Picnoseus
Picnoseus là một chi bọ cánh cứng trong họ Meloidae.
Chi này được miêu tả khoa học năm 1851 bởi Solier in Gay.

## Các loài
Các loài trong chi này gồm:
- Picnoseus flavocinctus (Fairmaire & Germain, 1863)
- Picnoseus nigropicta Denier, 1932
- Picnoseus rubrofasciatus Denier, 1934
- Picnoseus xanthopterus (Gemminger, 1870)